# Portsmouth (Ohio)
Portsmouth – miasto w Stanach Zjednoczonych, w południowej części stanu Ohio, nad rzeką Ohio.
Liczba mieszkańców w 2000 r. wynosiła 20 917.
W mieście rozwinął się przemysł chemiczny, skórzany oraz hutniczy.

## Klimat
Miasto leży w strefie klimatu umiarkowanego, subtropikalnego, z gorącym latem, o opadach równomiernie rozłożonych w roku, należącego według klasyfikacji Köppena do strefy Cfa. Średnia temperatura roczna wynosi 13,0°C, a opady 1049 mm (w tym do 34,5 cm opadów śniegu). Średnia temperatura najcieplejszego miesiąca - lipca wynosi 24,6°C, najzimniejszego - stycznia 0,8°C, podczas gdy rekordowe temperatury wynoszą odpowiednio 41,7°C i -33,9°C.

## Współpraca
Żytawa
 Orizaba